# 夢川閔巳
夢川 閔巳（ゆめかわ みんみ、1月25日 - ）は、日本のタレント、MC、マルチクリエイター、プロデューサー、歌手。
愛知県出身。所属事務所：有限会社シュビドゥバー（https://shubidubar.com/production/）

## 来歴
2021年より音楽活動。タレント、MC、マルチクリエイター、プロデューサーとしても活動しており、その活動は多岐にわたる。

## 人物
ドラゴンクエストが大好きで、マンガ家の鳥山明やゲームデザイナーの堀井雄二を尊敬していると公言している。音楽アーティスト活動や音楽プロデューサーもしている。
トークショーやYouTube番組の企画プロデューサーなど、活動範囲は多岐に渡る。そして部屋がドラゴンクエストグッズまみれ。

## 主な活動

### MC
- ドラゴンクエスト公式番組MC(目標として公言)
- 東京ゲームショウ Intel MC
- 堀井雄二さんとマダミス「ポートピア単独殺人事件」MC
- ヨコオタロウから学ぶ未来のゲーム作り(東京ゲームショウ2024 トークショーMC)
- 藤原カムイトークショー(トークショーMC)
- 「とくとくトーク!!!-豪華対談-」番組MC(YouTube番組「夢川閔巳-人生はRPG-」内)

### 監修
- 鳥山明とゲームのだいたい40年史(鳥山明氏 追悼記事監修)

### 音楽活動
音楽活動も行っている。以下の楽曲が確認されている。
- にどさんどらんど-No MinMi Ver.
- ゆめもめもめも Draw a Dream
- ばーびーあーみー Barbie Army

### その他
- クリエイターディレクション
- 藤原カムイ公式アンバサダー

## ディスコグラフィ
（情報収集中）

## 出演

### イベント
- 東京ゲームショウ (Intel MCとして)

### Web番組
- とくとくトーク!!!-豪華対談- （YouTubeチャンネル「夢川閔巳-人生はRPG-」）

## 書籍
（情報収集中）